# Semaeopus varia
Semaeopus varia là một loài bướm đêm trong họ Geometridae.